# 미국 육군 항공대
미국 육군 항공대(영어: United States Army Air Forces; USAAF)은 제2차 세계 대전 동안 및 이후 짧은 기간 동안 미국의 군사 항공 부분을 맡아 수행했던 병종으로, 1947년 9월 18일 미국 공군이 창설되면서 해체되었다. 미국 공군(USAF)의 전신이며, 1944년 남녀를 합쳐 병력 규모 240만 명 및 운용기는 약 80,000여 대로 최고조를 이루었고, 1943년 12월 기준으로 운용 기지는 모두 783개소에 달했다 유럽 전승 기념일(VE Day) 즈음에는 125만 명이 해외에서 근무했으며 전 세계에서 1,600개 비행기지를 운용했다.
USAAF의 전신은 미국 육군 항공단(United States Army Air Corps, USAAC)으로서 1941년 6월에 증가하는 부대의 지휘 구조를 효율적으로 조직하고, 더 효과적으로 확장하여 더 많은 자치권을 제공하기 위해 USAAC를 개편하여 창설되었다. 비록 다른 나라 국가들이 이미 육군 및 해군으로부터 독립된 공군을 창설한 상태였지만(예를 들어 왕립 공군 및 독일의 루프트바페), USAAF는 여전히 미국 육군의 한 부분으로 남았다.

## 연대기
- 미국 통신대 항공 사단 - 1907년 8월 1일 ~ 1914년 7월 18일
- 미국 통신대 항공반 - 1914년 7월 18일 ~ 1918년 5월 20일
- 군사 항공 사단 - 1918년 5월 20일 ~ 1918년 5월 24일
- 미국 육군 항공 근무대 - 1918년 5월 24일 ~ 1926년 7월 2일
- 미국 육군 항공단 - 1926년 7월 2일 ~ 1941년 6월 20일
- 미국 육군 항공대 - 1941년 6월 20일 ~ 1947년 9월 18일
- 미국 공군 - 1947년 9월 18일 ~ 현재

## 같이 보기
- 둘리틀 공습
- 공군우주사령부

## 참고

### 인용
1. ↑  본래 Carl Andrew Spatz였는데 사람들이 발음할 때 혼동을 많이 해서 "Spaatz"로 본인이 직접 "a"를 하나 더 넣었다는 일화가 있다.
2. ↑  Nalty, Bernard C. (1997). "Reaction to the war in Europe", Winged Shield, Winged Sword: A History of the United States Air Force Vol. I, ISBN 0-16-049009-X, pp. 176 and 378. Also, see growth tables above.
3. ↑  AAF Statistical Digest, List of Tables 보관됨 2008-05-12 - 웨이백 머신 Table 215 Airfields in CONUS 1941-1945; Table 217 Airfields outside CONUS 1941-1945.

### 자료
- Bowman, Martin W. (1997). USAAF Handbook 1939-1945, Stackpole Books, ISBN 0-8117-1822-0
- Nalty, Bernard C. editor, Winged Shield, Winged Sword: A History of the United States Air Force Vol. I (1997). Air Force History and Museums Program, USAF. ISBN 0-16-049009-X
- Maurer, Maurer. Air Force Combat Units of World War II 보관됨 2009-01-06 - 웨이백 머신. 1986.
- Dr. Chase C. Mooney (1956) USAF Historical Study No. 10 Organization of the Army Air Arm, 1935-1945
- Mark Skinner Watson (1991). Chief of Staff: Pre-war Plans and Preparations, "Chapter IX: The Movement Toward Air Autonomy" United States Army in World War II (series), "The War Department", United States Army Center of Military History
- Ray S. Cline (1990). Washington Command Post: The Operations Division "Chapter VI: Organizing the High Command for World War II" 보관됨 2018-12-11 - 웨이백 머신 United States Army in World War II (series), "The War Department", United States Army Center of Military History